# A la nanita nana
A la nanita nana – hiszpańskojęzyczna kołysanka, która często pełni rolę kolędy bożonarodzeniowej. Jej autorem jest Segundo Cueva Celi z Loja w Ekwadorze.

## WersjaCheetah Girls
W 2006 nagrany przez zespół dla filmu Dziewczyny Cheetah 2.